# Spamdexing
spamdexing (também conhecido como Spam de Busca, Spam de motores de busca, Web Spam ou Envenenamento de motores de Busca), é a técnica de manipulação deliberada e maliciosa de mecanismos de buscas com o objetivo de aumentar a relevância de um site em resultados de buscas, ou seja, aumentar a chance de um site ser colocado no topo das páginas de resultados nos motores de busca. É uma técnica similar ao Google bomb, mas com a diferença de ter objetivos estritamente comerciais.
O spamdexing consiste, basicamente, em acrescentar dentro de sites como fóruns, blogs, listas de discussões, e outros, palavras-chaves e links sem relação com a página e, via de regra, dissimulá-las aos olhos dos visitantes. Assim, o spamdexing assemelha-se ao spam pois se trata de algo não solicitado pelo usuário. O conteúdo inserido deliberadamente e de forma maliciosa pode inclusive oferecer risco ao sistema e a privacidade dos usuários do site que hospeda o spamdexing.
Os Motores de busca utilizam uma série de algoritmos para determinar a relevância de uma página nos resultados das buscas. Um dos principais elementos considerados nessa avaliação é o PageRank da página. Nesse caso, o objetivo do Spammer é, entre outras coisas, manipular intencionalmente o PageRank por meio da inserção de links para os sites maliciosos por ele promovidos. Isso é feito na maior quantidade possível de páginas e sites que o Spammer consegue alterar. Dessa forma, o Spammer consegue elevar o PageRank e enganar os motores de busca como o Google, Bing, Yahoo e outros para dar maior visibilidade a uma determinada página, colocando-a em melhores posições nos resultados das buscas, além de influenciar a categoria à qual a página foi designada.
Muitas sites tentam obter uma boa classificação junto aos buscadores por meio de técnicas de spamdexing. Eles preferem investir em técnicas desonestas a criar conteúdo único e relevante para ser indexado de forma orgânica pelos buscadores.